# Comarca d'Arzúa
La Comarca d'Arzúa és una comarca de Galícia situada al sud de la província de la Corunya. Limita amb la comarca de Betanzos i la comarca d'Ordes al nord, amb la comarca de Santiago al sud-oest, la comarca d'O Deza al sud, i la Terra de Melide a l'est. En formen part els municipis de:
- Arzúa
- Boimorto
- O Pino
- Touro